# Monobia caliginosa
Monobia caliginosa är en stekelart som beskrevs av Abraham Willink 1982.
Monobia caliginosa ingår i släktet Monobia och familjen Eumenidae. Inga underarter finns listade i Catalogue of Life.